# Chiesa di San Giacomo (Montevitozzo)
La chiesa di San Giacomo è un edificio religioso situato a Montevitozzo, nel comune di Sorano in provincia di Grosseto.
La sua ubicazione è in piazza della Libertà, nota anche come piazza della Chiesa, sulla quale si affaccia anche la villa Orsini.

## Storia
La chiesa venne edificata in epoca tardomedievale, quasi sicuramente nel periodo di transizione tra la fine del XIV e gli inizi del XV secolo. Inizialmente a servizio di un piccolo borgo rurale, la chiesa era la  parrocchia di riferimento per il solo territorio di Montevitozzo ed era intitolata alla santa Croce, come risulta dalla bolla di papa Clemente III del 1188. Sempre secondo la bolla papale del 1188, la rocca posta sulle pendici più alte dell'omonima montagna, si chiamava Rocca Tedula o Teula ed aveva un'altra chiesa, intitolata a san Marco, con un suo territorio, probabilmente l'odierna borgata di Marcelli e dintorni.
L'intitolazione a san Giacomo maggiore avvenne, probabilmente, nel periodo in cui Montevitozzo entrò a far parte della contea degli Orsini o poco prima. Sempre sotto gli Orsini fu ristrutturata, non completamente, nella seconda metà del XVI secolo, ma con la decadenza della contea fu quasi abbandonata a se stessa. Di quell'epoca è rimasta soltanto la campana piccola che porta la data del 1565 ed il nome del conte Niccolò IV Orsini. Con l'avvento del marchesato dei Barbolani di Montauto (1635) la chiesa fu rifinita ed arredata.
I secoli successivi videro un'espansione del borgo rurale che gradualmente divenne un vero e proprio centro abitato, mentre la chiesa venne completamente ricostruita tra gli anni sessanta e gli anni settanta del XX secolo, causando la perdita di tutti gli elementi stilistici tardomedievali e rinascimentali che caratterizzavano l'originario edificio religioso.

## Descrizione
La chiesa di San Giacomo si presenta con forme romaniche moderne, con facciata a capanna in blocchi di tufo listato su balza di pietra del luogo a facciavista. Sul lato sinistro della facciata c'è il campanile a torre con orologio, in pietra listata del luogo. Solo la parte terminale costituita dalla cella campanaria è in blocchi di tufo listato e cemento.
L'interno, in unica navata, è spartito da un arco a tutto sesto in tufo che delimita l'area presbiterale dalla restante navata. L'area absidale interna è decorata da un dipinto raffigurante l'ultima cena, realizzato nel 1984.